# 約安尼斯·科萊提斯
愛奧尼斯·科萊提斯（羅馬化：Ioánnis Koléttis；1773年—1847年），是一位醫生兼政治家，在希臘獨立戰爭時期扮演無與倫比的外交要角，在希臘王國擔任過兩次首相，一生最重要的成果是提出「偉大理想」的藍圖，讓19-20世紀初的希臘人熱血的為此理想而不斷奮鬥。

## 生平

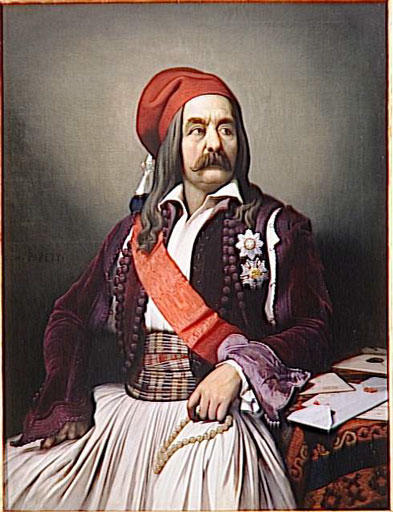
由法國畫家多明尼克·帕碑提描繪的愛奧尼斯·科萊提斯

科萊提斯是一個瓦拉幾人，出生於希臘西北部的平托斯山脈。他早年在比薩習醫得業，後來成為阿爾巴尼亞總督阿里帕夏兒子牟克達·帕夏的私人醫生。阿里帕夏當時是鄂圖曼帝國駐約阿尼納的總督，是一位阿爾巴尼亞回教徒，在1821年之前控制了大量希臘居民的地區。
科萊提斯於1819年加入反土耳其的友誼社（後來鼓動希臘獨立），他在1821年開始的希臘獨立戰爭中，於政治與軍事上扮演領導角色。他在1832年巴伐利亞王族（奧托一世）開始擔任希臘國王期間權頃一時，但後來被委任為駐巴黎大使而遠離權力中心。
科萊提斯擔任駐法大使期間，在巴黎造成轟動，因為他堅持穿著希臘傳統男用短裙，這也是他終其一生的堅持。他與法國政治家弗朗索瓦·基佐建立了友誼和密切聯繫，也強化了法國在希臘的利益。
科萊提斯在1843年9月3日的政變（成功建立自由憲法與君主立憲制）之後回到希臘，並在為國王奧托一世起草憲法的制憲大會中，發揮了重要影響力。
因為他來自伊庇魯斯，支持仍在國界之外的「境外希臘同胞」解放運動之理想。當時他在1844年的議會演說中，大聲呼籲說：「希臘王國只是希臘的一部份，而且是希臘最小且最貧困的一部份，不是希臘的全部。希臘人不僅是居住在希臘王國的人們，約阿尼納、色薩利、色雷斯、阿德里安堡、君士坦丁堡、特拉布宗、克里特、薩摩斯的人們，以及和希臘歷史相關的人們所居住的所有地區的人們都是希臘人。」這使得廣受希臘人支持的「偉大理想」正式出台並有了完整的定義和論述，強調境外的希臘人同胞也能得到平等的對待。
科萊提斯在1844-1847年擔任總理期間，在奧托一世的默許和支持下，無視於1844年憲法中的自由條款而建立「議會獨裁」的君主專制政權，這是因為自由主義和君主立憲出於西歐，而希臘這個遭受鄂圖曼土統治的東方色彩國度，其價值觀與西歐工業業社會差異太大，貿然實施立憲和民主，將導致民主在形式與實踐之間產生極大落差，必然如同其他巴爾幹地區一樣，扭曲了議會制度的發展（後來證明也是事實）。於是1843年的9月3日政變，只是將巴伐利亞官僚的專制，改成希臘官僚的專制獨裁，革命後根本沒有落實民主的原則，反而鞏固了獨裁的體制和支持力量。
科萊提斯當政期，利用收編盜賊、用人唯親，以及賄賂與操縱選舉等方式，成功強化個人權力。這些做法雖然使他飽受攻擊，但他的宗教熱誠和反土耳其的強烈立場，卻給他帶來強大的群眾支持及民意基礎。1847年科萊提斯死於首相任內。